# Elisabet Abeyà Lafontana
Elisabet Abeyà Lafontana (Barcelona, 20 de maig de 1951) és una mestra, psicòloga, escriptora i traductora catalana. Les seves obres han estat traduïdes a l'asturlleonès, bretó, castellà, èuscar, francès, gallec, neerlandès i suec.
Es va llicenciar en Psicologia a la Universitat Autònoma de Barcelona i viu a Bunyola, Mallorca, des dels 22 anys, on ha treballat en l'ensenyament públic com a mestra d'educació infantil i d'audició i llenguatge.
Ha traduït de l'anglès al català les obres de l'orientalista Joan Mascaró i Fornés. Com ell, és simpatitzant de la llengua auxiliar internacional esperanto. També és traductora d'obres de literatura infantil i juvenil de l’anglès al català i recentment d'una obra d’Edmond Privat de l’original en esperanto.

## Obra publicada
Elisabet Abeyà ha escrit contes infantils i llibres de pedagogia:
- Ansa per ansa (1979)
- La bruixa que va perdre la granera (1985)
- Què seré quan sigui gran? (1987)
- El nanet coloraina i més sorpreses (1987)
- Estimat avi. Barcelona (1990)
- La bruixa que anava amb bicicleta (1991)
- Set germans músics (1991)
- Regal d'aniversari (1992)
- M'agrada jugar (1993)
- Rondina que rondinaràs (1997)
- El tren que anava a la mar (2005)
- Amb ulleres verdes (2017)
- Amb contes he remat (2020)